# Simfiza mentonieră
Simfiza mentonieră sau simfiza mandibulară (Symphysis mandibulae) este o creastă mediană verticală situată antero-superior pe fața externă a corpului mandibulei care se termină în jos prin protuberanța mentonieră (Protuberantia mentalis). Simfiza mentonieră indică locul de fuziune a celor două jumătăți din care se formează mandibula, este fibrocartilaginoasă la făt și se osifică în primul an de viață.